# 六角広豊
六角 広豊（ろっかく ひろとよ）は、江戸時代前期から中期にかけての高家旗本。高家六角家3代当主。

## 略歴
天和2年（1682年）、六角広治の長男として誕生した。元禄8年（1695年）2月18日、5代将軍・徳川綱吉に御目見する。表高家に列する。
元禄10年（1697年）4月23日、父・広治の蟄居隠居により家督を相続する。父の不行跡により、小普請所属となる。元禄12年（1699年）11月15日、表高家に復する。元禄15年（1702年）11月12日、徳川綱吉の意向により、ときどき江戸城三の丸に伺候する。宝永2年（1705年）3月23日、1000石を加増される。
寛保元年（1741年）4月5日、隠居した。始め養子にした広安が夭折したため、新たに養子に迎えた広満に家督を譲る。
延享5年（1748年）3月30日、死去。享年67。